# پوشش میدان الکتریکی
در فیزیک اثر پوشش میدان الکتریکی (به انگلیسی Electric-field screening) میرایی یا تعدیل میدان های الکتریکی است که در اثر وجود حامل های بار متحرک ایجاد می شود.. این اثر قسمت مهمی از رفتار شاره‌های باردار مانند پلاسما، الکترولیتها و رساناهای الکتریکی (نیمرساناها، فلزات) است.

## شرح
یک سیال متشکل از الکترونهایی که در یک پس زمینه یکنواخت از بار مثبت حرکت می کنند (پلاسمای یک جزء) در نظر بگیرید. هر الکترون دارای بار منفی است. مطابق برهم کنش کولن ، بارهای منفی یکدیگر را دفع می کنند. در نتیجه ، هر الکترون الکترونهای دیگر را دفع می کند که سبب ایجاد ناحیه ای کوچک در اطراف خود می شود که در آن تعداد الکترون های کمتری وجود دارد.اگر از فاصله زیادی به این منطقه نگاه کنیم می توان این منطقه را به عنوان یک "سوراخ پوششی" با بار مثبت در نظر گفت . این سوراخ پوششی دارای یک بار مثبت در مجموع سطح خود است که می تواند میدان الکتریکی تولید شده توسط الکترون را خنثی کند در نتیجه فقط در مسافت های کوتاه ، در داخل ناحیه سوراخ ، می توان میدان الکترون را احساس کرد.
در فیزیک اتمی ، اثر ژرمانی برای اتمهایی با بیش از یک پوسته الکترونی وجود داردکه اثر پوششی الکترون نامیده می شود. در فیزیک پلاسما ، اثر پوشش میدان الکتریکی هم چنین به نام اثر پوششی Debye یا محافظتی (Debye screening or shielding) نامیده می شود.